# Fueguino
Le Fueguino est un volcan du Chili constitué de plusieurs cônes pyroclastiques et dômes de lave andésitique. Situé sur l'île Cook dans l'archipel de la Terre de Feu, il constitue le volcan datant de l'Holocène le plus septentrional de la cordillère des Andes.